# 呂拠
呂 拠（りょ きょ、? - 太平元年10月8日（256年11月12日））は、中国三国時代の呉の武将・政治家。字は世議。呂範の次男。妻は孫奐の娘で孫壱の妹。『三国志』では呉志「呂範伝」に付伝されている。

## 生涯
兄がいたが夭折している。父が呉の高官であったため、孫権に若くから郎にとりたてられ、呂範の病気が重くなると副軍校尉となり、父の軍務を補佐した。黄武7年（228年）に父が死去すると、安軍中郎将に昇進した。
山越討伐で頭角を現し、彼が攻撃すると賊はたちまちのうちに敗れ去ったという。潘濬の武陵蛮の討伐にも従軍し、ここでも手柄を立てた。
魏との戦いにおいても活躍し、赤烏4年（241年）には朱然の樊城攻略に従軍し、朱異と共に城の外郭を壊し、帰還したあと、偏将軍となった（芍陂の役）。のちに宮廷に移って、馬閑右部督・越騎校尉となった。
二宮事件では魯王孫覇を支持したという。
赤烏13年（250年）、魏の文欽が偽の投降してきたため、これを見抜いた朱異の忠告を受け、孫権は呂拠に命じて2万人の兵士を引き連れて国境に赴かせたが、文欽は現れなかった。赤烏14年（251年）、長江が氾濫し、城門まで水に浸かる被害が出たが、呂拠一人が人々を指図して大きな船をつなぎとめ、被害が出るのを防ぐために尽力した。たまたまこの様子を見ていた孫権はこれを喜び、呂拠を盪寇将軍とした。孫権が重態となると、太子右部督に任命され、臨終のときには諸葛恪や孫弘・孫峻・滕胤と共に呼び出され、後事を託された。
孫権が崩御し、孫亮が即位すると右将軍となった。建興元年（252年）、魏の胡遵・諸葛誕が呉の東興を攻めた時は、諸葛恪の指揮の下、丁奉・留賛・朱異らとともに魏軍を大いに破った（東興の戦い）。
孫峻が諸葛恪を謀殺し権力を手中にすると、呂拠の歓心を得るため建興2年（253年）に驃騎将軍に昇進させ、西宮の事を任せた。五鳳2年（255年）、魏で毌丘倹達が反乱を起こすと、孫峻はこれに乗じて寿春に侵攻するが、その際に呂拠に仮節を与えている。呂拠は軍勢を率いて寿春を襲い、文欽を降服させる。その帰還の途上、魏の部将の曹珍と遭遇すると、高亭で丁奉とともに曹珍らを破った。
太平元年（256年）、孫峻は再び軍を北上させて魏を攻撃しようとしたが、出征軍のために宴席を張り、従者を100人ほど引き連れて呂拠の陣屋に入った。しかし、呂拠が軍を乱れなく統率している姿を見て、警戒する気持ちが強くなり、心臓の具合が悪いと称しすぐに引き揚げてしまった。呂拠の陣に立ち寄ってまもなく孫峻は体調に異変を起こし急死すると、孫峻の権力は従弟の孫綝が継承したが、呂拠はこの措置に怒り、軍勢を率いて遠征先から引き返し、諸将とともに上奏し、孫権から後事を託された臣下の一人である滕胤を丞相とするよう上奏した。しかし、孫綝は滕胤を武昌に出鎮させ中央から遠ざけた上で、呂拠の指揮下にいた文欽や唐咨達に呂拠を討つよう詔で呼びかけ、さらに従兄の孫憲・丁奉・施寛を呂拠の討伐のため江都に向かわせた。呂拠は部下から魏への降伏を勧められたが、謀反人となることを恥じて自殺したという。彼の一族も殺害された。
永安2年（259年）、孫休は孫綝を誅殺し、実権を奪い返した。孫峻・孫綝のために不慮の死を遂げた諸葛恪・滕胤・呂拠らの名誉は回復された。諸葛恪・滕胤・呂據らを改葬し、彼等で禍を受けて遠くに移された者を全て呼び戻した。

## 評価
陳寿は呂拠のことを、朱異や朱績と共に軍の指揮官として優れた才能の持ち主で、父祖の功業をよく受け継いだと評価しているが、同時に朱異と共に、彼等の親達に見られたような欠点は見つからないものの、時代の変化のため命を落したとも評している。